# Huiguo
Huiguo 惠果 (743 - 805) était un moine bouddhiste célèbre de l'école tantrique chinoise (Zhenyanzong 真言宗) durant la dynastie des Tang, originaire de Jingzhao, actuel Xi'an, son nom de famille laïc était Ma (Cheval).

## Biographie
À l'âge de neuf ans, il commence l'apprentissage du Bouddhisme auprès du maître Tanzhen, disciple du grand maître Amoghavajra, il entra ensuite au monastère du Dragon bleu à Chang'an, et sera ordonné moine au monastère Ci'en. 
Il reçut les initiations du mandala de la matrice et du mandala du vajra de l'École Tantrique du maître Xuanchao, disciple de Shubhakarasimha ainsi que le titre d'Âcārya (Vénérable) en 716. Il était appelé grand maître de l'École Tantrique.
D'après la Biographie du grand Vertueux du Monastère du Dragon bleu vénéré par les trois ères impériales du grand Empire Tang (《大唐青龙寺三朝供奉大德行状》), Huiguo a soigné les maladies des empereurs, des princes et princesses, dû à son efficacité, il était bien récompensé. Mais il utilisa tous ces biens pour faire construire des pagodes et des monastères et sans en tirer aucun profit personnel. 
Le champ de ses enseignements était très large, de la cour impériale à la masse populaire, beaucoup de monde se réjouissaient de sa transmission du dharma. Il quitta le monde en 805 au Monastère du Dragon bleu, plus de mille personnes se déplacèrent pour ses funérailles.

## Héritage
La notoriété de Huiguo lui attira des étudiants en provenance de Corée, d'Asie centrale et même de Java, en plus de ses étudiants chinois. En 805, Huiguo rencontra le moine japonais Kūkai, qui décrivit ainsi la rencontre : 
Dès qu'il me vit, l'abbé [Huiguo] sourit, et dit avec joie, "Je savais depuis longtemps que vous alliez venir. Depuis si longtemps je vous attends ! comme je suis heureux, comme je suis heureux aujourd'hui, de finalement vous rencontrer. Ma vie touche à sa fin, et il n'y avait personne à qui je pouvait transmettre ces enseignements. Allons immédiatement à la plate forme d'initiation avec de l'encens et des fleurs!".
Huiguo a commencé une formation intensive de Kūkai qui prit fin avec sa mort en 805 CE. Alors que la tradition tantrique des Tang s'est éteinte par la suite en Chine, la lignée a survécu au Japon sous le nom de l'école du bouddhisme Shingon.
Ce qui fait qu'à l'heure actuelle, le nom du grand maître Huiguo (en japonais keika-ajari) est beaucoup plus connu au Japon qu'en Chine.